# Franz Nadorp

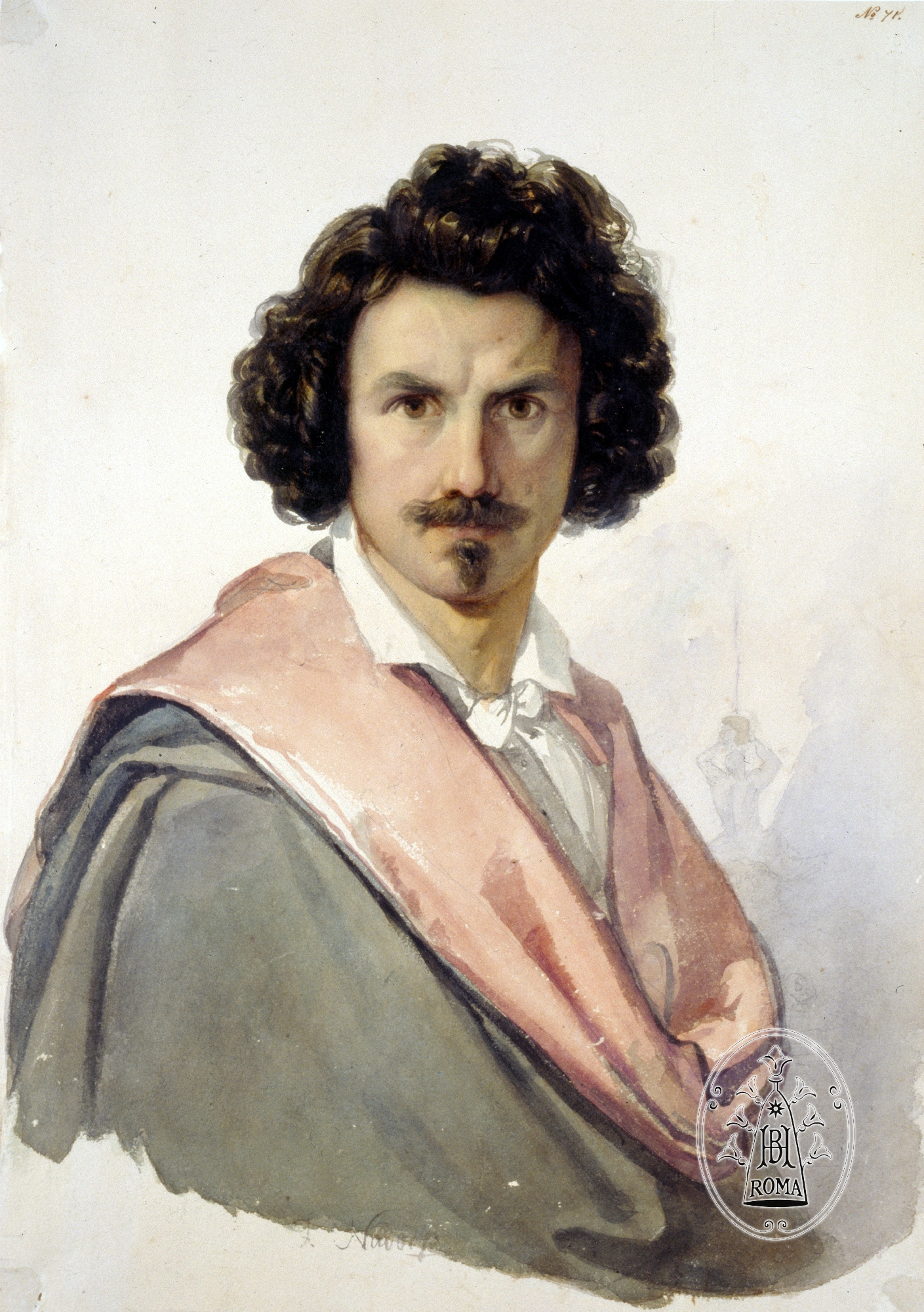
Selbstbildnis, Rom um 1835

Franz Johann Heinrich Nadorp (* 23. Juni 1794 in Anholt; † 17. September 1876 in Rom) war ein deutscher Maler. Er gehörte zur Künstlergruppe der Nazarener in Rom.

## Leben

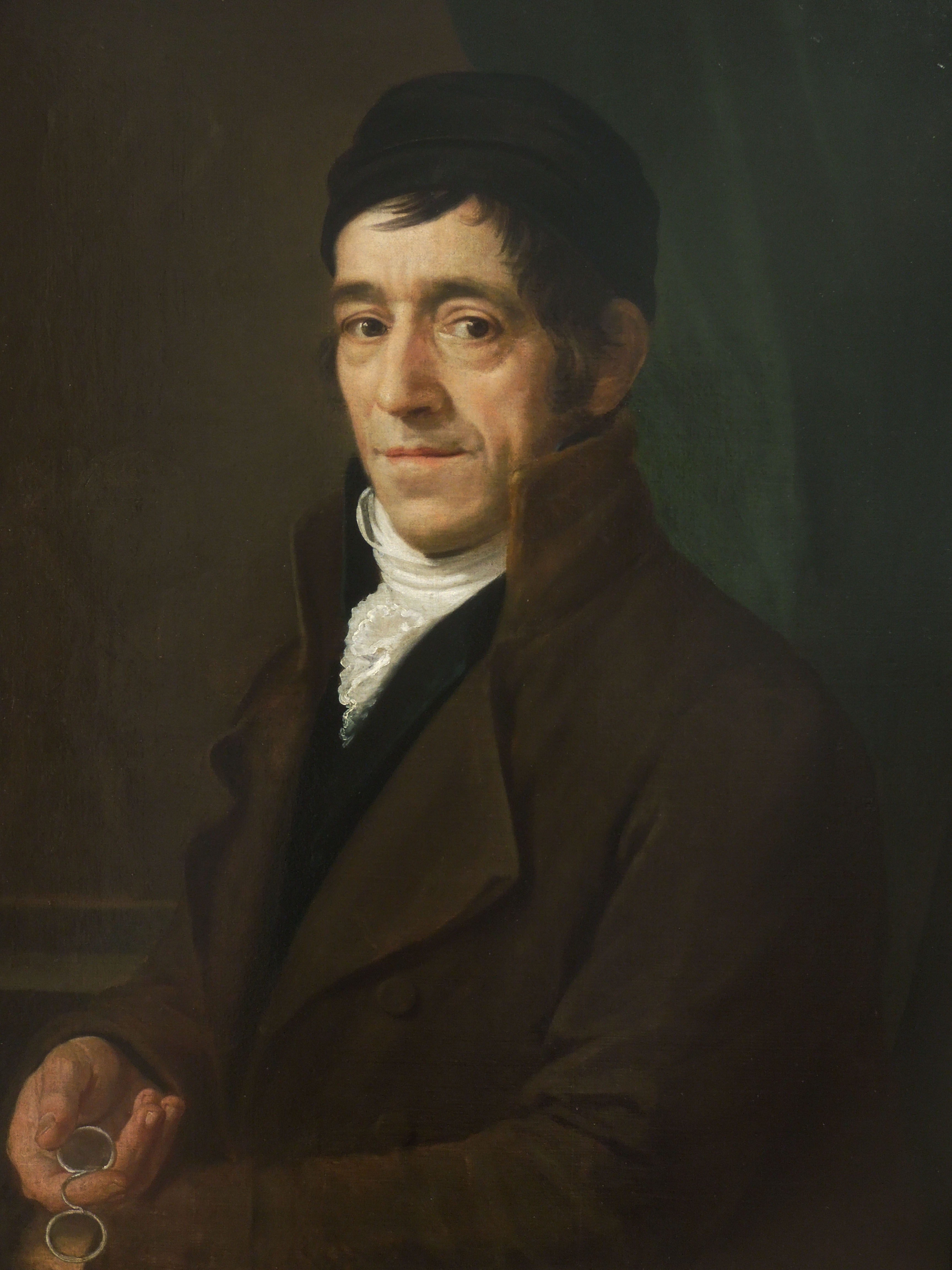
Joseph Bergler, 1823 gemalt von Franz Nadorp, Nationalgalerie Prag

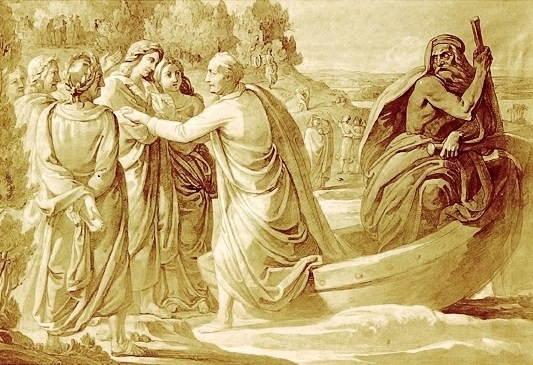
Franz Nadorp: Goethes Ankunft im Elysium

Franz Nadorp entstammte einer ursprünglich aus den Niederlanden eingewanderten, alteingesessenen Anholter Künstlerfamilie. Er war der einzige Sohn des Malers Johann Theodor Nadorp (1761–1802) und dessen Ehefrau Gertrud Anna Stroof. Sein Großvater war der Bildhauer Johann Franz Nadorp († 1798), sein Urgroßvater der Maler Johann Theodor Nadorp (* 1698).
Nach seiner Schulbildung an der Anholter Stadtschule trat er mit 20 Jahren durch ein Stipendium seines Standesherrn, des Fürsten Konstantin zu Salm-Salm, in die Prager Kunstakademie ein, wo er eine Ausbildung als Historienmaler bei Joseph Bergler absolvierte. Nadorp wurde schnell Berglers Lieblingsschüler. 1822 erhielt er die goldene Medaille der Prager Kunstakademie. Er unternahm Studienreisen nach Wien und Dresden. Als 1826 sein Prager Mentor verstorben war, kehrte Nadorp 1827 für einige Monate in seine Heimatstadt Anholt zurück.
Im Herbst 1827 begleitete Nadorp den Prinzen Franz-Joseph zu Salm-Salm (1801–1842) auf dessen Grand Tour nach Rom, wo er seinem Prager Mitschüler Joseph von Führich wiederbegegnete. Die Stadt Rom zog zur damaligen Zeit viele deutschsprachige Künstler an, zum Beispiel Peter Cornelius, Friedrich Overbeck und Julius Schnorr.
Franz Nadorp fand rasch Aufnahme in der Gruppe der sogenannten Deutschrömer und in der Schar jener deutscher Künstler, die Nazarener genannt wurden. Mit Carl von Bergen und Nathanael Wilhelm Rothländer wohnte er ab 1829 in der Via delle Quattro Fontane 88 in einer Wohnung. Er gehörte zu den Mitbegründern der Ponte-Molle-Gesellschaft (1829) und des Deutschen Künstlervereins (1845), dessen Vignette er entwarf und dem er bis 1846 als erster Vize-Präsident diente.
Sein Wunsch, Anerkennung als Historienmaler zu finden, erfüllte sich nicht. Bereits im Jahr 1828 und in den folgenden Jahren klagte er wegen der hohen Lebenshaltungskosten in Rom dauernd über „Teuerung und Bedrängnis“ und bat um Zuschüsse. Um seinen Lebensunterhalt zu bestreiten, arbeitete er als Zeichenlehrer bei vornehmen römischen Familien und in der britischen Kolonie Roms. Die Jahre 1840–1850 zählen zu seinen fruchtbarsten. Zahlreiche Zeichnungen topografischen Inhaltes sind überliefert. In dieser Zeit lernte Franz Nadorp den König Ludwig I. von Bayern kennen. 1859 erhielt Nadorp von König Friedrich Wilhelm IV. von Preußen einen kleineren Auftrag. 
Nadorp verließ Rom in den fast 50 Jahren seines dortigen Schaffens nur selten, etwa für kurze Reisen nach Neapel, Pompeji und Umbrien. 1862 kehrte er für kurze Zeit in seine Heimatstadt Anholt zurück, mit einem Abstecher nach (Bonn-) Vilich, der Heimat und dem Begräbnisort seiner Mutter. Für seine Taufkirche St. Pankratius schuf er das Altargemälde Die Darstellung Jesu im Tempel und zeichnete die kurz vor dem Abbruch befindliche alte Stadtkirche Anholts, die 1851 als „Anholter Dom“ neu errichtet wurde. Nach erfolglosem Bemühen um eine finanzielle Unterstützung kehrt er über Antwerpen und London nach Rom zurück. 1876 bewilligte ihm Fürst Alfred I. zu Salm-Salm eine Leibrente.

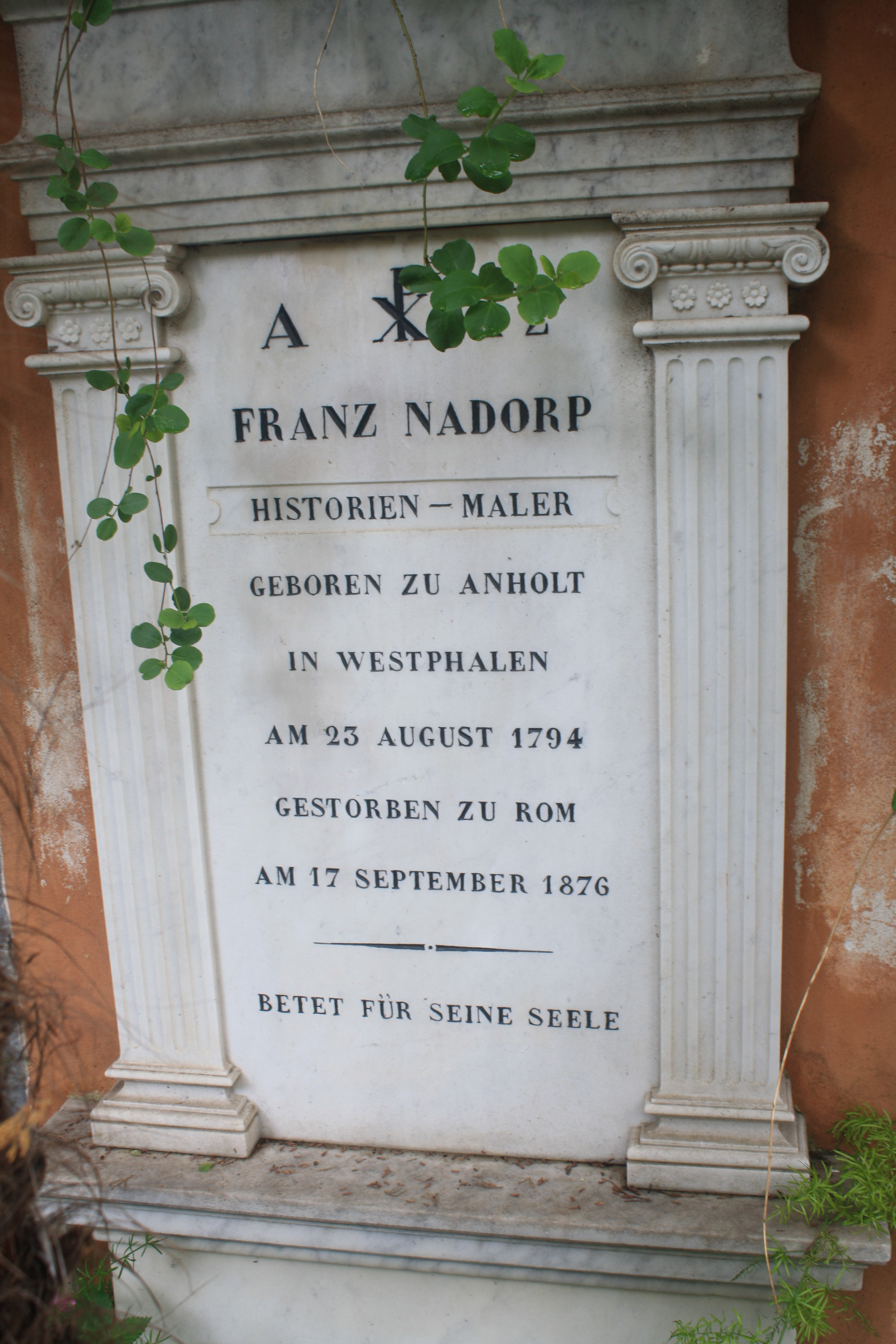
Franz Nadorps Grab auf dem Campo Santo Teutonico

Nadorp, der als ein italianisierender Romantiker der deutschen Malerei gilt, starb kurz darauf in Rom und wurde auf dem Campo Santo Teutonico neben St. Peter im Vatikan beigesetzt. Sein gesamter Nachlass ging an die Fürsten zu Salm-Salm über und kann noch heute im Museum Wasserburg Anholt bzw. in der Pfarrkirche St. Pankratius Anholt besichtigt werden.